# Радизел
Радизел (словен. Radizel) је насељено место у општини Хоче-Сливница, Подравска регија, Словенија.

## Историја
До територијалне реорганизације у Словенији био је у саставу старе општине Марибор.

## Становништво
У попису становништва из 2011. године, Радизел је имао 1.698 становника.
| Број становника према пописима | Број становника према пописима | Број становника према пописима |
| ------------------------------ | ------------------------------ | ------------------------------ |
| 1991                           | 2002                           | 2011                           |
| 1.406                          | 1.582                          | 1.698                          |